# جوزيف دورسي
جوزيف دورسي (بالإنجليزية: Jerry Dorsey)‏ هو لاعب كرة قاعدة أمريكي، ولد في يناير 1856 في كندا، وتوفي في 3 نوفمبر 1938 في أوبورن في الولايات المتحدة.

## وصلات خارجية
- جوزيف دورسي على موقعبيزبول رفرنس.كوم (الدوري الرئيسي) (الإنجليزية)
- جوزيف دورسي على موقعبيزبول رفرنس.كوم (الدوري الثانوي) (الإنجليزية)